# Zijpe
Zijpe  è stato fino al 2012 un comune della provincia dell'Olanda Settentrionale. Il suo territorio è confluito dal 2013 nel comune di Schagen.
Le principali località del comune sono: Burgerbrug, Burgervlotbrug, Callantsoog, Groote Keeten, Oudesluis, Petten, Schagerbrug, Sint Maartensbrug, Sint Maartensvlotbrug, 't Zand.